# Liste der Mitglieder der American Academy of Arts and Sciences/1911
Im Jahr 1911 wählte die American Academy of Arts and Sciences 38 Personen zu ihren Mitgliedern.

## Neu gewählte Mitglieder
- Joseph Sweetman Ames (1864–1943)
- Oakes Ames (1874–1950)
- Henry Bryant Bigelow (1879–1967)
- Melville Madison Bigelow (1846–1921)
- William Sturgis Bigelow (1850–1926)
- Lewis Boss (1846–1912)
- William Crowell Bray (1879–1946)
- William Wallace Campbell (1862–1938)
- Edward Perkins Channing (1856–1931)
- Herdman Fitzgerald Cleland (1869–1935)
- Harvey Nathaniel Davis (1881–1952)
- Edward Murray East (1879–1938)
- William Curtis Farabee (1865–1925)
- Simon Flexner (1863–1946)
- Otto Knut Olof Folin (1867–1934)
- Robert Almer Harper (1862–1946)
- Dugald Caleb Jackson (1865–1951)
- Marcus Perrin Knowlton (1839–1918)
- George Vasmer Leverett (1846–1917)
- Richard Cockburn Maclaurin (1870–1920)
- Albert Matthews (1860–1946)
- Joel Hastings Metcalf (1866–1925)
- Forris Jewett Moore (1867–1926)
- Harry Wheeler Morse (1873–1936)
- Roscoe Pound (1870–1964)
- Fred Norris Robinson (1871–1966)
- Milton Joseph Rosenau (1869–1946)
- Hervey Woodburn Shimer (1872–1965)
- Elmer Ernest Southard (1876–1920)
- Frederic Pike Stearns (1851–1919)
- Charles Proteus Steinmetz (1865–1923)
- Charles Cutler Torrey (1863–1956)
- Alfred Marston Tozzer (1877–1954)
- Frederick Jackson Turner (1861–1932)
- Charles Richard Van Hise (1857–1918)
- Willis Rodney Whitney (1868–1958)
- Edwin Bidwell Wilson (1879–1964)
- Woodrow Wilson (1856–1924)